# Yarriambiack Creek
Yarriambiack Creek är ett vattendrag i Australien. Det ligger i delstaten Victoria, omkring 260 kilometer nordväst om delstatshuvudstaden Melbourne.
Trakten runt Yarriambiack Creek består till största delen av jordbruksmark. Trakten runt Yarriambiack Creek är nära nog obefolkad, med mindre än två invånare per kvadratkilometer. Genomsnittlig årsnederbörd är 548 millimeter. Den regnigaste månaden är juli, med i genomsnitt 85 mm nederbörd, och den torraste är januari, med 14 mm nederbörd.